# Madliena Tower

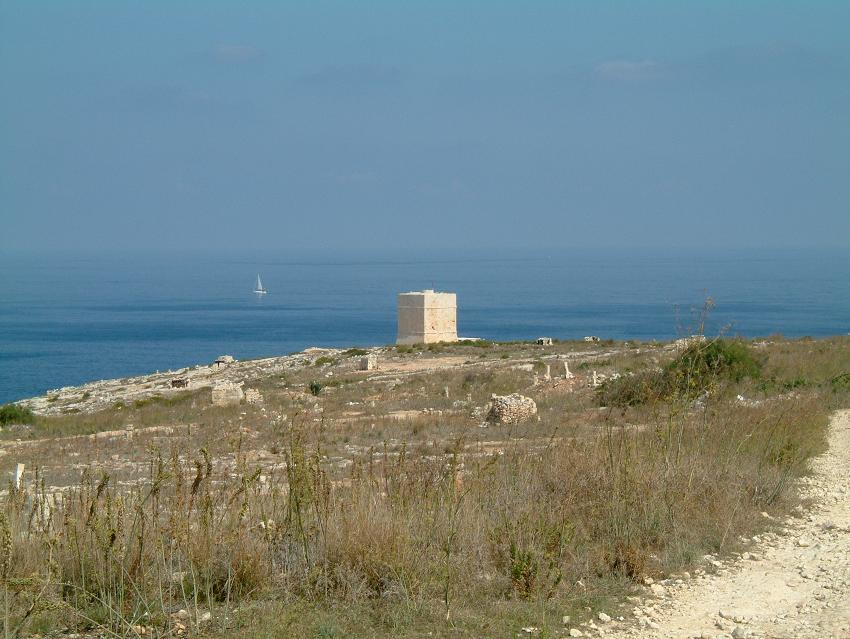
Madliena Tower

Der Madliena Tower, auch Madalena Tower, ist eine Befestigungsanlage auf Malta, die während der Herrschaft des Johanniterordens erbaut wurde. Der Turm steht auf einer Halbinsel nördlich der Ortschaft Pembroke auf der Hauptinsel. Er überwachte die Zugänge zur St Paul's Bay und zur Mellieha Bay im Norden der Insel.

## Geschichte
Der Turm gehört zu einer Reihe von dreizehn Wachtürmen, die während der Herrschaft des Großmeisters Martin de Redin von 1657 bis 1660 erbaut worden sind. Nach ihm werden diese Türme auch als de Redin Towers bezeichnet. Im Vergleich zu den 1609 bis 1614 erbauten Wignacourt Towers hatte sich die Aufgabe dieser Türme geändert. Wesentlich kleiner gebaut und schwächer bewaffnet, dienten sie vorrangig als Beobachtungsposten, von denen bei Annäherung einer gegnerischen Flotte die Garnisonen in Valletta und an anderen Orten alarmiert werden sollten. Dazu waren die Türme zusammen mit den Wignacourt Towers und den Lascaris Towers auf Sichtweite zueinander angeordnet, so dass bei Tag und Nacht optische Signale übermittelt werden konnten. Westlich des Turms steht der St Mark’s Tower, ostwärts der St George’s Tower.
Während der britischen Kolonialherrschaft wurde der Turm weitergenutzt. Die Brustwehr auf dem Dach wurde erhöht und verstärkt. Auf dem Dach wurde eine Geschützstellung eingerichtet, in der eine Kanone auf einer Mittelpivotlafette aufgestellt werden sollte. Diese Veränderungen wurden wahrscheinlich in den späten 1860er bis frühen 1870er Jahren vorgenommen. Wahrscheinlich standen sie im Zusammenhang mit dem Ausbau der küsten- und landseitigen Befestigungen der Insel, schloss der Turm doch eine Lücke zwischen Fort Pembroke und Fort Madalena. Bereits früher war an den Turm ein einstöckiges Küchengebäude angebaut worden. Ob die Kanone jedoch tatsächlich aufgestellt wurde, wird bezweifelt. Zum einen weist das Fehlen der entsprechenden Armierung nicht auf eine Stationierung des Geschützes hin, zum anderen wird eine derartige Stationierung nicht in der Literatur aufgeführt.
Im Jahre 1908 wurden in unmittelbarer Nähe des Turmes zwei feste Feuerstellungen für je eine QF 12 pounder 12 cwt naval gun eingerichtet. Ursprünglich war die Aufstellung von zwei weiteren QF 6 pounder Hotchkiss vorgesehen, aber nicht ausgeführt. So konnte der Preis für den Bau der Stellung von £ 177 auf etwas mehr als £ 99 gesenkt werden. Der Feuerleitstand für die Geschütze wurde auf dem Dach des Turmes eingerichtet. Vorgesehen waren die Kanonen vor allem für einen Einsatz gegen Seeziele bei Nacht, was sich auch im Namen QF Battery for Night Practice ausdrückt. Hinter jedem Geschütz wurde ein Lagerraum gebaut, der jeweils 300 Treibladungen und 200 Granaten aufnehmen konnte. Die Geschütze waren bis in die 1920er Jahre vorhanden. Zu dieser Zeit wurden sie von der Royal Malta Artillery zu Übungszwecken benutzt.
Für 1935 ist das Vorhandensein eines elektrischen Suchscheinwerfers belegt. Während des Zweiten Weltkrieges wurde der Turm wieder militärisch genutzt. Unmittelbar neben dem Turm wurde eine neue Stellung für ein Geschütz gebaut. Diese Stellung war aus Beton, überdacht und zur Seeseite hin offen.

## Architektur
Der Turm ist weitgehend erhalten. Der Zugang zum ersten Stock wurde jedoch vermauert, der Eingang im Untergeschoss durch eine nicht originalgetreue Stahltür gesichert. Über dem ehemaligen Zugang im ersten Stock fehlt das Wappenschild des regierenden Großmeisters.
Der Madliena Tower wurde 1658 erbaut. Wie auch alle anderen de Redin Towers, hat er einen quadratischen Grundriss. Die Seitenlänge beträgt rund 8,2 m. Der Turm hat zwei Stockwerke. Im Untergeschoss befindet sich ein größerer, fensterloser Lagerraum. Der Zugang zu diesem Raum ist ebenerdig angelegt. Das erste Geschoss ruht auf steinernen Quergewölben. Sein Zugang erfolgt über eine Leiter. Innerhalb des Turmes gibt es keine Verbindung zwischen Erd- und erstem Geschoss. Vom ersten Stockwerk führt in der südlichen Ecke des Gebäudes eine schmale Wendeltreppe zum flachen, mit einer Brustwehr versehenem Dach. Auf dem Dach bietet in der nördlichen Ecke ein kleines Türmchen einen wettergeschützten Unterstand für einen Beobachtungsposten. Das Dach liegt in ungefähr 17 m Höhe.
In der Nähe des Turms sind noch Reste der Geschützstellungen der QF Battery for Night Practice sichtbar. Der Küchentrakt ist nicht mehr vorhanden.
Der Turm ist Eigentum der maltesischen Regierung und wird von der Fondazzjoni Wirt Artna betreut. Er ist unter der Inventarnummer 50 in der Liste der Kulturgüter von Malta aufgeführt.

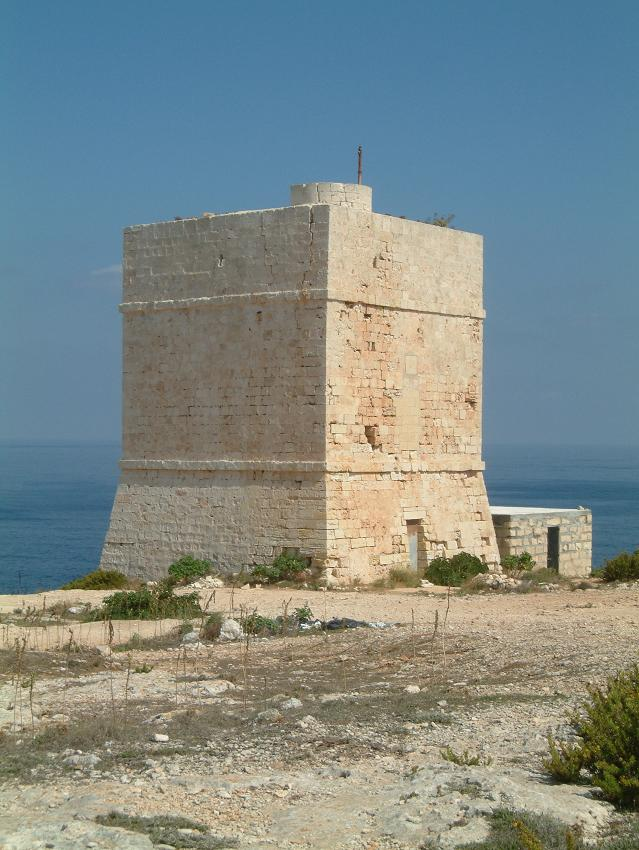
Madliena Tower, zu erkennen sind die Zugänge zum Turm.
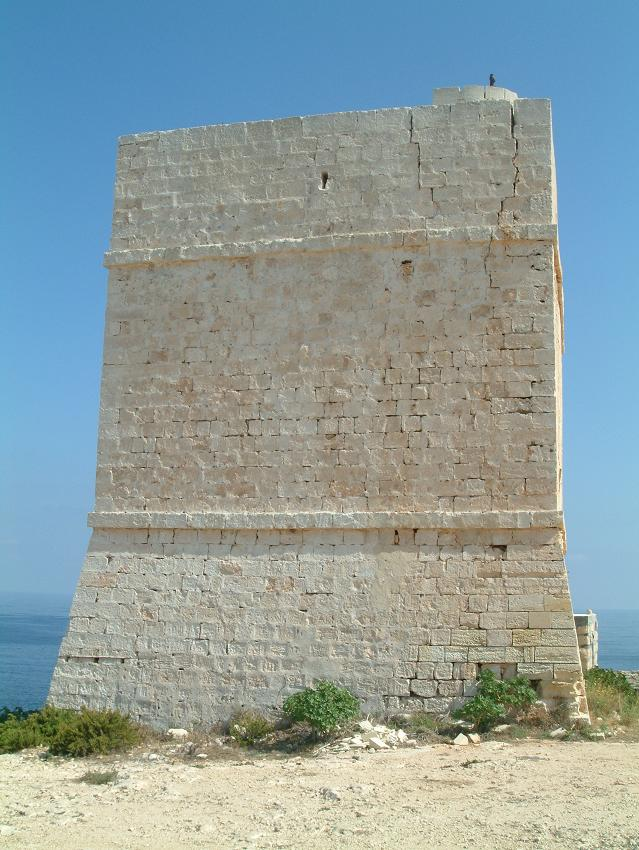
Madliena Tower, Ansicht von Südwesten. Zu erkennen ist die Dreiteilung in Erdgeschoss, erstes Geschoss und Plattform mit Brustwehr.
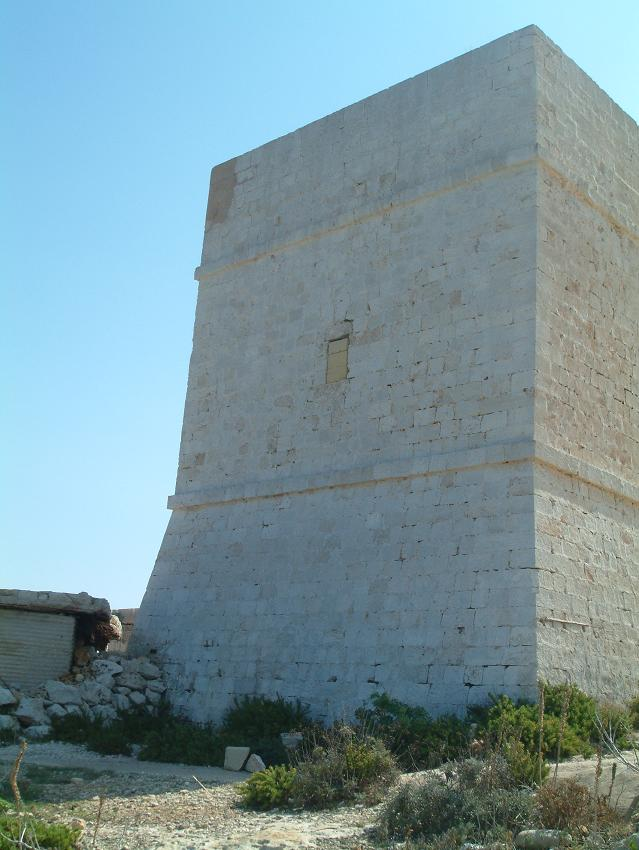
Madliena Tower, Ansicht von Nordwesten. Zu erkennen das fensterlose Erdgeschoss und die Schießscharte im ersten Stock.
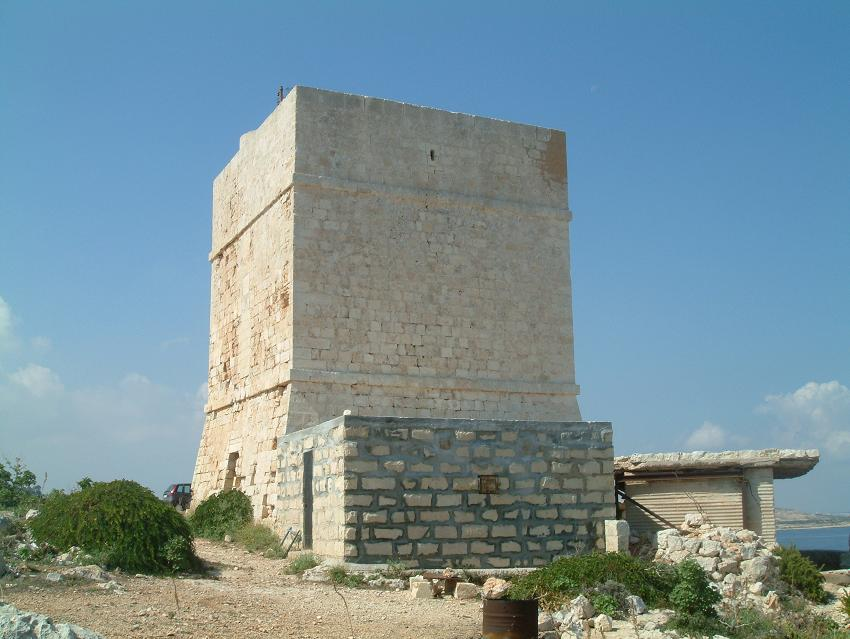
Madliena Tower, Ansicht von Nordosten. Rechts am Fuße des Turms ist die während des Zweiten Weltkrieges errichtete Stellung zu erkennen
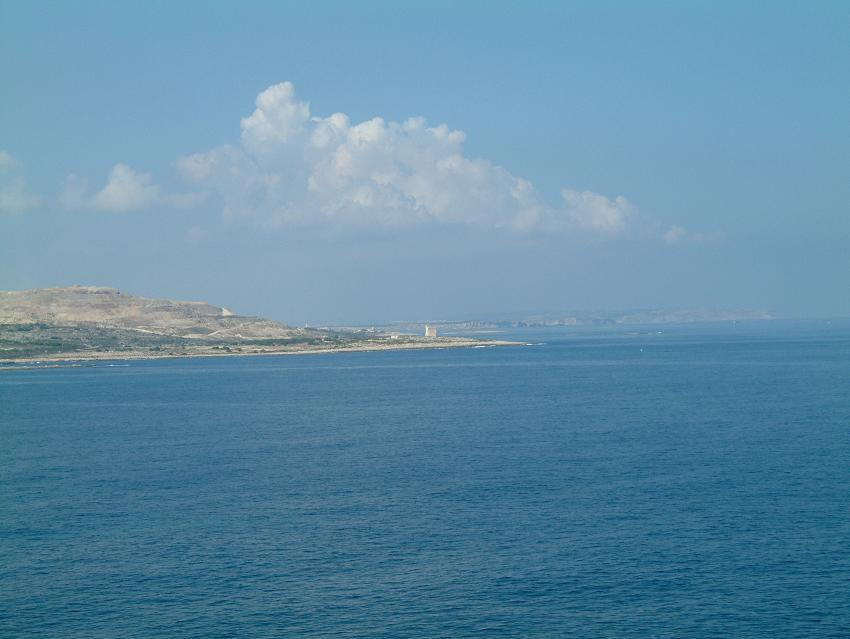
Madliena Tower, Blick zum St Mark’s Tower (Qalet Marku).